# Liste von Brücken in Norwegen
Die Liste von Brücken in Norwegen führt große und bedeutende Straßen-, Eisenbahn- und andere Brücken auf, die auf dem Gebiet von Norwegen liegen.

## A
- Alversund bru – Hordaland
- Andøybrua – Vesterålen
- Askøybrua – Hordaland

## B
- Beisfjordbrua – Ofoten
- Bekkestua bro – Akershus
- Bergsøysundbrua – Kristiansund
- Bjellandsvad bru – Agder
- Bolstadstraumen bru – Vestland
- Brandangersundbrua – Vestland
- Brattsund bru – Nordland
- Breviksbrua – Grenland
- Bybroa i Stavanger – Rogaland
- Bømlabrua – Hordaland
- Børøybrua – Vesterålen

## D
- Djupfjordbrua – Lofoten
- Djupfjordstraumen bru – Vesterålen
- Drammensbrua – Buskerud
- Drammensbrua (bybro) – Buskerud
- Dyrøybrua – Troms

## E
- Efjordbruene – Ofoten
- Eiksundbrua – Sunnmøre
- Elgeseter bru – Sør-Trøndelag

## F
- Fedafjorden bru – Vest-Agder
- Fossum bru – Østfold
- Frednesbrua – Grenland
- Fredrikstadbrua – Østfold
- Fredvangbruene – Lofoten

## G
- Gamle Bybro, Trondheim – Sør-Trøndelag
- Gimsøystraumbrua – Lofoten
- Gisundbrua – Troms
- Goddebrua – Bømlo
- Grenlandsbrua – Grenland

## H
- Hadselbrua – Vesterålen
- Hagelsundbrua – Hordaland

- Hålogalandsbrua – Nordland

- Hardangerbrua – Hordaland
- Helgelandsbrua – Helgeland
- Henningsværbruene – Lofoten
- Hølendalen bruer – Akershus
- Herøybrua – Sunnmøre

## K
- Kallestadsundet bru – Hordaland
- Kanalbrua i Moss – Østfold
- Kanalbrua i Tønsberg – Vestfold
- Kanstadstraumen bru – Ofoten
- Karmsundbrua – Rogaland
- Kilstraumen bru – Hordaland
- Krossnessundet bru – Hordaland
- Kråkerøybrua – Østfold
- Kvalsaukan bru – Vesterålen
- Kvalsundbrua – Finnmark
- Kvelluren Bru – Rogaland
- Kylling bru
- Kåkern bru – Lofoten

## L
- Langangenbruene – Telemark
- Leonardo-da-Vinci-Brücke – Akershus
- Lysefjordbrücke – Rogaland
- Løkke bro – Sandvika

## M
- Marøysund bru – Nord-Trøndelag
- Menstadbrua – Telemark
- Mjøsbrua – Hedmark/Oppland
- Mjøsundbrua – Troms
- Måløybrua – Sogn og Fjordane

## N
- Nerlandsøybrua – Sunnmøre
- Norddalsfjordbrua – Sogn og Fjordane
- Nordhordlandsbrua – Hordaland
- Nygårdsbroen – Hordaland

## O
- Osterøybrua – Hordaland

## P
- Porsgrunnsbrua – Telemark
- Puddefjordsbroen – Hordaland
- Puttesund bro – Østfold

## R
- Raftsundet bru – Vesterålen
- Ramsundbrua – Ofoten
- Reinebruene – Lofoten
- Remøybrua – Sunnmøre
- Rolvsøysund bro – Østfold
- Rombaksbrua – Ofoten
- Rongesundet bru – Hordaland
- Rundebrua – Sunnmøre
- Røssesundbrua – Tjøme

## S
- Saltstraumen bru – Salten
- Samelandsbrua
- Sandnessundbrua – Troms
- Sannesundbrua – Østfold
- Sarpebrua – Østfold
- Selbjørn bru – Hordaland
- Skarnsundbrua – Nord-Trøndelag
- Skjelsbusund bru – Østfold
- Skjervøybrua – Troms
- Skjomen bru – Ofoten
- Sortlandsbrua – Vesterålen
- Sotrabrua – Hordaland
- Stavanger bybru – Rogaland
- Stokkøybrua – Sør-Trøndelag
- Stolmabrua – Bergen
- Stordabrua – Hordaland
- Storseisundet bru – Møre og Romsdal
- Straumesundet bru – Hordaland
- Sundklakkstraumen bru – Lofoten
- Sundøybrua – Helgeland
- Svelgensundet bru – Hordaland
- Svinesundsbroen – Østfold/Sverige
- Svinøybrua – Lofoten
- Sykkylvsbrua – Vestlandet
- Sørstraumen bru – Troms

## T
- Tana bru – Finnmark
- Tjeldsund bru (deutsch Tjeldsundbrücke) – Troms
- Trengsel bru – Salten
- Tromsøbrua – Troms
- Tromøybrua – Aust-Agder
- Trøskenbrua – Østfold
- Turøy bru – Hordaland

## U
- Ulvsundet bru – Hordaland

## V
- Vamma bru – Østfold
- Varoddbrua – Kristiansand
- Vaterlands bro – Oslo
- Vrengenbrua – Tjøme

## Å
- Åmodt bro – Åmodt på Modum, Buskerud
- Åselistraumen bru – Salten

- Karte mit allen verlinkten Seiten:
- OSM |
- WikiMap